# England (schip, 1930)
De England was een Deens stoomvrachtschip van 2.319 ton, gebouwd door de Britse scheepswerf Swan, Hunter & Wigham Richardson Ltd. in Wallsend. Het schip werd sinds 1930 geëxploiteerd door de Deense reder Det Forenede Kulimportører in Kopenhagen. Het schip is tijdens de Tweede Wereldoorlog door een Duitse onderzeeboot tot zinken gebracht. Denemarken was op dat moment nog neutraal tijdens de Tweede Wereldoorlog.
Het schip voer op 27 januari 1940 samen met de Fredensborg vanuit Kopenhagen naar Blyth. Deze twee schepen troffen de Faro aan in zwaar weer nadat de Faro was getorpedeerd door de U-20. Tijdens het verlenen van hulp aan de Faro werd de England net als de Fredensborg ook getorpedeerd door de U-20. De torpedo van de U-20 raakte de England onder de brug, waardoor het schip in tweeën brak en binnen twee minuten zonk. De aanval vond plaats ongeveer 25 kilometer ten zuidoosten van Copinsay op de Orkneyeilanden.